# Красная Звезда (Брюховецкий район)
Красная Звезда — хутор в Брюховецком районе Краснодарского края.
Входит в состав Брюховецкого сельского поселения.

## Население
| 2002 | 2010 |
| ---- | ---- |
| 1    | →1   |

- ул. Луговая.